# Међутим
„Међутим” је југословенска телевизијска серија снимљена 1978. године у продукцији Телевизије Београд.

## Улоге
| Глумац             | Улога   |
| ------------------ | ------- |
| Предраг Милинковић | Лично   |
| Феликс Пашић       | Наратор |

Комплетна ТВ екипа  ▼
| Редитељ              | Жарко Драгојевић    |
| Редитељ              | Владимир Манојловић |
| Редитељ              | Ненад Момчиловић    |
| Сценариста           | Феликс Пашић        |
| Директор фотографије | Веселко Крчмар      |